# MTV Movie Award a legjobb negatív szereplőnek
Ez a szócikk az MTV Movie Award a legjobb negatív szereplőnek járó díj díjazottjainak listáját tartalmazza.

## Győztesek és jelöltek

### 1990-es évek
| Év                 | Színész                       | Színész                          | Magyar cím                                   | Eredeti cím                                 | Szerep               |
| ------------------ | ----------------------------- | -------------------------------- | -------------------------------------------- | ------------------------------------------- | -------------------- |
| 1992 (1. díjátadó) |                               | Rebecca De Mornay                | A kéz, amely a bölcsőt ringatja              | The Hand That Rocks the Cradle              | Mrs. Mott            |
| 1992 (1. díjátadó) | Robert De Niro                | Cape Fear – A rettegés foka      | Cape Fear                                    | Max Cady                                    |                      |
| 1992 (1. díjátadó) | Robert Patrick                | Terminátor 2. – Az ítélet napja  | Terminator 2: Judgment Day                   | T-1000                                      |                      |
| 1992 (1. díjátadó) | Alan Rickman                  | Robin Hood, a tolvajok fejedelme | Robin Hood: Prince of Thieves                | Nottingham bírája                           |                      |
| 1992 (1. díjátadó) | Wesley Snipes                 | New Jack City                    | New Jack City                                | Nino Brown                                  |                      |
| 1993 (2. díjátadó) |                               | Jennifer Jason Leigh             | Egyedülálló nő megosztaná                    | Single White Female                         | Hedra Carlson        |
| 1993 (2. díjátadó) | Danny DeVito                  | Batman visszatér                 | Batman Returns                               | Oswald Cobblepot / Pingvin                  |                      |
| 1993 (2. díjátadó) | Ray Liotta                    | Őrjítő vágy                      | Unlawful Entry                               | Pete Davis rendőr                           |                      |
| 1993 (2. díjátadó) | Jack Nicholson                | Egy becsületbeli ügy             | A Few Good Men                               | Nathan R. Jessup ezredes                    |                      |
| 1993 (2. díjátadó) | Sharon Stone                  | Elemi ösztön                     | Basic Instinct                               | Catherine Tramell                           |                      |
| 1994 (3. díjátadó) |                               | Alicia Silverstone               | Szerencsétlen baleset                        | The Crush                                   | Adrian Forrester     |
| 1994 (3. díjátadó) | Macaulay Culkin               | A jófiú                          | The Good Son                                 | Henry Evans                                 |                      |
| 1994 (3. díjátadó) | John Malkovich                | Célkeresztben                    | In the Line of Fire                          | Mitch Leary                                 |                      |
| 1994 (3. díjátadó) | Wesley Snipes                 | A pusztító                       | Demolition Man                               | Simon Phoenix                               |                      |
| 1994 (3. díjátadó) | N/A                           | Jurassic Park                    | Jurassic Park                                | T. Rex                                      |                      |
| 1995 (4. díjátadó) |                               | Dennis Hopper                    | Féktelenül                                   | Speed                                       | Howard Payne         |
| 1995 (4. díjátadó) | Tom Cruise                    | Interjú a vámpírral              | Interview with the Vampire                   | Lestat de Lioncourt                         |                      |
| 1995 (4. díjátadó) | Jeremy Irons                  | Az oroszlánkirály                | The Lion King                                | Zordon (hangja)                             |                      |
| 1995 (4. díjátadó) | Tommy Lee Jones               | Időzített bomba                  | Blown Away                                   | Ryan Gaerity                                |                      |
| 1995 (4. díjátadó) | Demi Moore                    | Zaklatás                         | Disclosure                                   | Meredith Johnson                            |                      |
| 1996 (5. díjátadó) |                               | Kevin Spacey                     | Hetedik                                      | Seven                                       | John Doe             |
| 1996 (5. díjátadó) | Jim Carrey                    | Mindörökké Batman                | Batman Forever                               | Edward Nygma / Rébusz                       |                      |
| 1996 (5. díjátadó) | Tommy Lee Jones               | Mindörökké Batman                | Batman Forever                               | Harvey Dent / Kétarc                        |                      |
| 1996 (5. díjátadó) | Joe Pesci                     | Casino                           | Casino                                       | Nicky Santoro                               |                      |
| 1996 (5. díjátadó) | John Travolta                 | Rés a pajzson                    | Broken Arrow                                 | Vick "Deak" Deakins őrnagy                  |                      |
| 1997 (6. díjátadó) |                               | Jim Carrey                       | A kábelbarát                                 | The Cable Guy                               | Ernie "Chip" Douglas |
| 1997 (6. díjátadó) | Robert De Niro                | A rajongó                        | The Fan                                      | Gil Renard                                  |                      |
| 1997 (6. díjátadó) | Edward Norton                 | Legbelső félelem                 | Primal Fear                                  | Aaron Stampler                              |                      |
| 1997 (6. díjátadó) | Kiefer Sutherland             | Ha ölni kell                     | A Time to Kill                               | Freddie Lee Cobb                            |                      |
| 1997 (6. díjátadó) | Mark Wahlberg                 | Rettegés                         | Fear                                         | David McCall                                |                      |
| 1998 (7. díjátadó) |                               | Mike Myers                       | Szőr Austin Powers: Őfelsége titkolt ügynöke | Austin Powers: International Man of Mystery | Dr. Genya            |
| 1998 (7. díjátadó) | Nicolas Cage és John Travolta | Ál/Arc                           | Face/Off                                     | Castor Troy                                 |                      |
| 1998 (7. díjátadó) | Gary Oldman                   | Az elnök különgépe               | Air Force One                                | Jegor Korzsunov                             |                      |
| 1998 (7. díjátadó) | Al Pacino                     | Az ördög ügyvédje                | The Devil's Advocate                         | John Milton                                 |                      |
| 1998 (7. díjátadó) | Billy Zane                    | Titanic                          | Titanic                                      | Cal Hockley                                 |                      |
| 1999 (8. díjátadó) |                               | Matt Dillon                      | Keresd a nőt!                                | There's Something About Mary                | Pat Healy            |
| 1999 (8. díjátadó) | Stephen Dorff                 | Penge                            | Blade                                        | Deacon Frost                                |                      |
| 1999 (8. díjátadó) | Brad Dourif                   | Chucky menyasszonya              | Bride of Chucky                              | Chucky                                      |                      |
| 1999 (8. díjátadó) | Jet Li                        | Halálos fegyver 4.               | Lethal Weapon 4                              | Wah Sing Ku                                 |                      |
| 1999 (8. díjátadó) | Rose McGowan                  | Kemény dió                       | Jawbreaker                                   | Courtney Shayne                             |                      |

### 2000-es évek
| Év                  | Színész               | Színész                                                       | Magyar cím                                                     | Eredeti cím                                    | Szerep                         |
| ------------------- | --------------------- | ------------------------------------------------------------- | -------------------------------------------------------------- | ---------------------------------------------- | ------------------------------ |
| 2000 (9. díjátadó)  |                       | Mike Myers                                                    | KicsiKÉM – Austin Powers 2.                                    | Austin Powers: The Spy Who Shagged Me          | Dr. Genya                      |
| 2000 (9. díjátadó)  | Matt Damon            | A tehetséges Mr. Ripley                                       | The Talented Mr. Ripley                                        | Tom Ripley                                     |                                |
| 2000 (9. díjátadó)  | Sarah Michelle Gellar | Kegyetlen játékok                                             | Cruel Intentions                                               | Kathryn Merteuil                               |                                |
| 2000 (9. díjátadó)  | Ray Park              | Star Wars I. rész – Baljós árnyak                             | Star Wars: Episode I – The Phantom Menace                      | Darth Maul                                     |                                |
| 2000 (9. díjátadó)  | Christopher Walken    | Az Álmosvölgy legendája                                       | Sleepy Hollow                                                  | A fej nélküli lovas                            |                                |
| 2001 (10. díjátadó) |                       | Jim Carrey                                                    | A Grincs                                                       | How the Grinch Stole Christmas                 | Grincs                         |
| 2001 (10. díjátadó) | Kevin Bacon           | Árnyék nélkül                                                 | Hollow Man                                                     | Sebastian Caine                                |                                |
| 2001 (10. díjátadó) | Vincent D’Onofrio     | A sejt                                                        | The Cell                                                       | Carl Rudolph Stargher                          |                                |
| 2001 (10. díjátadó) | Anthony Hopkins       | Hannibal                                                      | Hannibal                                                       | Dr. Hannibal Lector                            |                                |
| 2001 (10. díjátadó) | Joaquin Phoenix       | Gladiátor                                                     | Gladiator                                                      | Commodus                                       |                                |
| 2002 (11. díjátadó) |                       | Denzel Washington                                             | Kiképzés                                                       | Training Day                                   | Alonzo Harris nyomozó          |
| 2002 (11. díjátadó) | Aaliyah               | A kárhozottak királynője                                      | Queen of the Damned                                            | Akasha                                         |                                |
| 2002 (11. díjátadó) | Christopher Lee       | A Gyűrűk Ura: A Gyűrű Szövetsége                              | The Lord of the Rings: The Fellowship of the Ring              | Fehér Saruman                                  |                                |
| 2002 (11. díjátadó) | Tim Roth              | A majmok bolygója                                             | Planet of the Apes                                             | Thade tábornok                                 |                                |
| 2002 (11. díjátadó) | Csang Ce-ji           | Csúcsformában 2.                                              | Rush Hour 2                                                    | Hu Li                                          |                                |
| 2003 (12. díjátadó) |                       | Daveigh Chase                                                 | A kör                                                          | The Ring                                       | Samara Morgan                  |
| 2003 (12. díjátadó) | Willem Dafoe          | Pókember                                                      | Spider-Man                                                     | Norman Osborn / Zöld Manó                      |                                |
| 2003 (12. díjátadó) | Daniel Day-Lewis      | New York bandái                                               | Gangs of New York                                              | William "Bill the Butcher" Cutting             |                                |
| 2003 (12. díjátadó) | Colin Farrell         | Daredevil – A fenegyerek                                      | Daredevil                                                      | Célpont                                        |                                |
| 2003 (12. díjátadó) | Mike Myers            | Austin Powers – Aranyszerszám                                 | Austin Powers in Goldmember                                    | Dr. Genya / Aranyszerszám                      |                                |
| 2004 (13. díjátadó) |                       | Lucy Liu                                                      | Kill Bill 1.                                                   | Kill Bill: Volume 1                            | O-Ren Ishii                    |
| 2004 (13. díjátadó) | Andrew Bryniarski     | A texasi láncfűrészes                                         | The Texas Chainsaw Massacre                                    | Thomas Hewitt / Bőrpofa                        |                                |
| 2004 (13. díjátadó) | Demi Moore            | Charlie angyalai: Teljes gázzal                               | Charlie's Angels: Full Throttle                                | Madison Lee                                    |                                |
| 2004 (13. díjátadó) | Geoffrey Rush         | A Karib-tenger kalózai: A Fekete Gyöngy átka                  | Pirates of the Caribbean: The Curse of the Black Pearl         | Hector Barbossa kapitánya                      |                                |
| 2004 (13. díjátadó) | Kiefer Sutherland     | A fülke                                                       | Phone Booth                                                    | a Hívó                                         |                                |
| 2005 (14. díjátadó) |                       | Ben Stiller                                                   | Kidobós: Sok flúg disznót győz                                 | DodgeBall: A True Underdog Story               | White Goodman                  |
| 2005 (14. díjátadó) | Jim Carrey            | A balszerencse áradása                                        | Lemony Snicket's A Series of Unfortunate Events                | Olaf gróf                                      |                                |
| 2005 (14. díjátadó) | Tom Cruise            | Collateral – A halál záloga                                   | Collateral                                                     | Vincent                                        |                                |
| 2005 (14. díjátadó) | Rachel McAdams        | Bajos csajok                                                  | Mean Girls                                                     | Regina George                                  |                                |
| 2005 (14. díjátadó) | Alfred Molina         | Pókember 2.                                                   | Spider-Man 2                                                   | Otto Octavius / Doctor Octopus                 |                                |
| 2006 (15. díjátadó) |                       | Hayden Christensen                                            | Star Wars III. rész – A sithek bosszúja                        | Star Wars: Episode III – Revenge of the Sith   | Anakin Skywalker / Darth Vader |
| 2006 (15. díjátadó) | Tobin Bell            | Fűrész II.                                                    | Saw II                                                         | John Kramer / Kirakós gyilkos                  |                                |
| 2006 (15. díjátadó) | Ralph Fiennes         | Harry Potter és a Tűz Serlege                                 | Harry Potter and the Goblet of Fire                            | Voldemort                                      |                                |
| 2006 (15. díjátadó) | Cillian Murphy        | Batman: Kezdődik!                                             | Batman Begins                                                  | Jonathan Crane / Madárijesztő                  |                                |
| 2006 (15. díjátadó) | Tilda Swinton         | Narnia Krónikái: Az oroszlán, a boszorkány és a ruhásszekrény | The Chronicles of Narnia: The Lion, the Witch and the Wardrobe | Fehér boszorkány                               |                                |
| 2007 (16. díjátadó) |                       | Jack Nicholson                                                | A tégla                                                        | The Departed                                   | Frank Costello                 |
| 2007 (16. díjátadó) | Tobin Bell            | Fűrész III.                                                   | Saw III                                                        | John Kramer / Kirakós gyilkos                  |                                |
| 2007 (16. díjátadó) | Bill Nighy            | A Karib-tenger kalózai: Holtak kincse                         | Pirates of the Caribbean: Dead Man's Chest                     | Davy Jones                                     |                                |
| 2007 (16. díjátadó) | Rodrigo Santoro       | 300                                                           | 300                                                            | Xerxész király                                 |                                |
| 2007 (16. díjátadó) | Meryl Streep          | Az ördög Pradát visel                                         | The Devil Wears Prada                                          | Miranda Priestly                               |                                |
| 2008 (17. díjátadó) |                       | Johnny Depp                                                   | Sweeney Todd, a Fleet Street démoni borbélya                   | Sweeney Todd: The Demon Barber of Fleet Street | Benjamin Barker / Sweeney Todd |
| 2008 (17. díjátadó) | Javier Bardem         | Nem vénnek való vidék                                         | No Country for Old Men                                         | Anton Chigurh                                  |                                |
| 2008 (17. díjátadó) | Topher Grace          | Pókember 3.                                                   | Spider-Man 3                                                   | Eddie Brock / Venom                            |                                |
| 2008 (17. díjátadó) | Angelina Jolie        | Beowulf – Legendák lovagja                                    | Beowulf                                                        | Grendel anyja                                  |                                |
| 2008 (17. díjátadó) | Denzel Washington     | Amerikai gengszter                                            | American Gangster                                              | Frank Lucas                                    |                                |
| 2009 (18. díjátadó) |                       | Heath Ledger                                                  | A sötét lovag                                                  | The Dark Knight                                | Joker                          |
| 2009 (18. díjátadó) | Luke Goss             | Hellboy II. – Az aranyhadsereg                                | Hellboy II: The Golden Army                                    | Nuada Silverlance herceg                       |                                |
| 2009 (18. díjátadó) | Dwayne Johnson        | Zsenikém – Az ügynök haláli                                   | Get Smart                                                      | 23-as ügynök                                   |                                |
| 2009 (18. díjátadó) | Derek Mears           | Péntek 13.                                                    | Friday the 13th                                                | Jason Voorhees                                 |                                |
| 2009 (18. díjátadó) | Johnathon Schaech     | Szalagavató                                                   | Prom Night                                                     | Richard Fenton                                 |                                |

### 2010-es évek
| Év                  | Színész              | Színész                                | Magyar cím                          | Eredeti cím                                   | Szerep                               |
| ------------------- | -------------------- | -------------------------------------- | ----------------------------------- | --------------------------------------------- | ------------------------------------ |
| 2010 (19. díjátadó) |                      | Tom Felton                             | Harry Potter és a Félvér Herceg     | Harry Potter and the Half-Blood Prince        | Draco Malfoy                         |
| 2010 (19. díjátadó) | Helena Bonham Carter | Alice Csodaországban                   | Alice in Wonderland                 | Vörös Királynő                                |                                      |
| 2010 (19. díjátadó) | Ken Jeong            | Másnaposok                             | The Hangover                        | Leslie Chow                                   |                                      |
| 2010 (19. díjátadó) | Stephen Lang         | Avatar                                 | Avatar                              | Miles Quaritch ezredes                        |                                      |
| 2010 (19. díjátadó) | Christoph Waltz      | Becstelen brigantyk                    | Inglourious Basterds                | Hans Landa ezredes                            |                                      |
| 2011 (20. díjátadó) |                      | Tom Felton                             | Harry Potter és a Halál ereklyéi 1. | Harry Potter and the Deathly Hallows – Part 1 | Draco Malfoy                         |
| 2011 (20. díjátadó) | Ned Beatty           | Toy Story 3.                           | Toy Story 3                         | Lots-O'-Huggin' Bear (hangja)                 |                                      |
| 2011 (20. díjátadó) | Leighton Meester     | A szobatárs                            | The Roommate                        | Rebecca Evans                                 |                                      |
| 2011 (20. díjátadó) | Mickey Rourke        | Vasember 2.                            | Iron Man 2                          | Ivan Vanko / Ostor                            |                                      |
| 2011 (20. díjátadó) | Christoph Waltz      | Zöld darázs                            | The Green Hornet                    | Benjamin Chudnofsky / Bloodnofsky             |                                      |
| 2012 (21. díjátadó) |                      | Jennifer Aniston                       | Förtelmes főnökök                   | Horrible Bosses                               | Dr. Julia Harris                     |
| 2012 (21. díjátadó) | Oliver Cooper        | Project X – A buli elszabadul          | Project X                           | Costa                                         |                                      |
| 2012 (21. díjátadó) | Bryce Dallas Howard  | A segítség                             | The Help                            | Hilly Holbrook                                |                                      |
| 2012 (21. díjátadó) | Colin Farrell        | Förtelmes főnökök                      | Horrible Bosses                     | Bobby Pellitt                                 |                                      |
| 2012 (21. díjátadó) | Jon Hamm             | Koszorúslányok                         | Bridesmaids                         | Ted                                           |                                      |
| 2013 (22. díjátadó) |                      | Tom Hiddleston                         | Bosszúállók                         | The Avengers                                  | Loki                                 |
| 2013 (22. díjátadó) | Javier Bardem        | Skyfall                                | Skyfall                             | Raoul Silva                                   |                                      |
| 2013 (22. díjátadó) | Marion Cotillard     | A sötét lovag – Felemelkedés           | The Dark Knight Rises               | Miranda Tate / Talia al Ghul                  |                                      |
| 2013 (22. díjátadó) | Leonardo DiCaprio    | Django elszabadul                      | Django Unchained                    | Calvin J. Candie                              |                                      |
| 2013 (22. díjátadó) | Tom Hardy            | A sötét lovag – Felemelkedés           | The Dark Knight Rises               | Bane                                          |                                      |
| 2014 (23. díjátadó) |                      | Mila Kunis                             | Óz, a hatalmas                      | Oz the Great and Powerful                     | Theodora                             |
| 2014 (23. díjátadó) | Barkhad Abdi         | Phillips kapitány                      | Captain Phillips                    | Abduwali Muse                                 |                                      |
| 2014 (23. díjátadó) | Benedict Cumberbatch | Sötétségben – Star Trek                | Star Trek Into Darkness             | Khan Noonien Singh                            |                                      |
| 2014 (23. díjátadó) | Michael Fassbender   | 12 év rabszolgaság                     | 12 Years a Slave                    | Edwin Epps                                    |                                      |
| 2014 (23. díjátadó) | Donald Sutherland    | Az éhezők viadala: Futótűz             | The Hunger Games: Catching Fire     | Coriolanus Snow elnök                         |                                      |
| 2015 (24. díjátadó) |                      | Meryl Streep                           | Vadregény                           | Into the Woods                                | A banya                              |
| 2015 (24. díjátadó) | Jillian Bell         | 22 Jump Street – A túlkoros osztag     | 22 Jump Street                      | Mercedes                                      |                                      |
| 2015 (24. díjátadó) | Peter Dinklage       | X-Men: Az eljövendő múlt napjai        | X-Men: Days of Future Past          | Bolivar Trask                                 |                                      |
| 2015 (24. díjátadó) | Rosamund Pike        | Holtodiglan                            | Gone Girl                           | Amy Elliott-Dunne                             |                                      |
| 2015 (24. díjátadó) | J. K. Simmons        | Whiplash                               | Whiplash                            | Terence Fletcher                              |                                      |
| 2016 (25. díjátadó) |                      | Adam Driver                            | Star Wars VII. rész – Az ébredő Erő | Star Wars: The Force Awakens                  | Kylo Ren                             |
| 2016 (25. díjátadó) | Tom Hardy            | A visszatérő                           | The Revenant                        | John Fitzgerald                               |                                      |
| 2016 (25. díjátadó) | Samuel L. Jackson    | Kingsman: A titkos szolgálat           | Kingsman: The Secret Service        | Richmond Valentine                            |                                      |
| 2016 (25. díjátadó) | Hugh Keays-Byrne     | Mad Max – A harag útja                 | Mad Max: Fury Road                  | Halhatlan Joe                                 |                                      |
| 2016 (25. díjátadó) | Ed Skrein            | Deadpool                               | Deadpool                            | Francis Freeman / Ajax                        |                                      |
| 2016 (25. díjátadó) | James Spader         | Bosszúállók: Ultron kora               | Avengers: Age of Ultron             | Ultron                                        |                                      |
| 2017 (26. díjátadó) |                      | Jeffrey Dean Morgan                    | The Walking Dead                    | The Walking Dead                              | Negan                                |
| 2017 (26. díjátadó) | Wes Bentley          | Amerikai Horror Story: Roanoke         | American Horror Story: Roanoke      | Ambrose White                                 |                                      |
| 2017 (26. díjátadó) | Mark Steger          | Stranger Things                        | Stranger Things                     | Demogorgon                                    |                                      |
| 2017 (26. díjátadó) | Jared Leto           | Suicide Squad – Öngyilkos osztag       | Suicide Squad                       | Joker                                         |                                      |
| 2017 (26. díjátadó) | Allison Williams     | Tűnj el!                               | Get Out                             | Rose Armitage                                 |                                      |
| 2018 (27. díjátadó) |                      | Michael B. Jordan                      | Fekete Párduc                       | Black Panther                                 | N'Jadaka / Erik "Killmonger" Stevens |
| 2018 (27. díjátadó) | Josh Brolin          | Bosszúállók: Végtelen háború           | Avengers: Infinity War              | Thanos                                        |                                      |
| 2018 (27. díjátadó) | Adam Driver          | Star Wars VIII. rész – Az utolsó jedik | Star Wars: The Last Jedi            | Kylo Ren                                      |                                      |
| 2018 (27. díjátadó) | Aubrey Plaza         | Légió                                  | Legion                              | Lenny Busker                                  |                                      |
| 2018 (27. díjátadó) | Bill Skarsgard       | Az                                     | It                                  | Az / Pennywise, a táncoló bohóc               |                                      |
| 2019 (28. díjátadó) |                      | Josh Brolin                            | Bosszúállók: Végjáték               | Avengers: Endgame                             | Thanos                               |
| 2019 (28. díjátadó) | Penn Badgley         | Te                                     | You                                 | Joe Goldberg                                  |                                      |
| 2019 (28. díjátadó) | Jodie Comer          | Megszállottak viadala                  | Killing Eve                         | Villanelle / Oksana Astankova                 |                                      |
| 2019 (28. díjátadó) | Joseph Fiennes       | A szolgálólány meséje                  | The Handmaid's Tale                 | Fred Waterford parancsnok                     |                                      |
| 2019 (28. díjátadó) | Lupita Nyong’o       | Mi                                     | Us                                  | Adelaide Wilson                               |                                      |

### 2020-as évek
| Év                  | Színész                       | Színész                       | Magyar cím                               | Eredeti cím                                 | Szerep                              |                               |
| ------------------- | ----------------------------- | ----------------------------- | ---------------------------------------- | ------------------------------------------- | ----------------------------------- | ----------------------------- |
| 2020                | Nem tartották meg a díjátadót | Nem tartották meg a díjátadót | Nem tartották meg a díjátadót            | Nem tartották meg a díjátadót               | Nem tartották meg a díjátadót       | Nem tartották meg a díjátadót |
| 2021 (29. díjátadó) |                               | Kathryn Hahn                  | WandaVízió                               | WandaVision                                 | Agatha Harkness                     |                               |
| 2021 (29. díjátadó) | Aya Cash                      | A fiúk                        | The Boys                                 | Klara Risinger / Stormfront                 |                                     |                               |
| 2021 (29. díjátadó) | Giancarlo Esposito            | A Mandalóri                   | The Mandalorian                          | Moff Gideon                                 |                                     |                               |
| 2021 (29. díjátadó) | Nicholas Hoult                | Nagy Katalin – A kezdetek     | The Great                                | III. Péter orosz cár                        |                                     |                               |
| 2021 (29. díjátadó) | Ewan McGregor                 | Ragadozó madarak              | Birds of Prey                            | Roman Sionis / Fekete Maszk                 |                                     |                               |
| 2022 (30. díjátadó) |                               | Daniel Radcliffe              | Az elveszett város                       | The Lost City                               | Abigail Fairfax                     |                               |
| 2022 (30. díjátadó) | James Jude Courtney           | Gyilkos Halloween             | Halloween Kills                          | Michael Myers / The Shape                   |                                     |                               |
| 2022 (30. díjátadó) | Willem Dafoe                  | Pókember: Nincs hazaút        | Spider-Man: No Way Home                  | Norman Osborn / Zöld Manó                   |                                     |                               |
| 2022 (30. díjátadó) | Colin Farrell                 | Batman                        | The Batman                               | Oswald "Oz" Cobblepot / Pingvin             |                                     |                               |
| 2022 (30. díjátadó) | Victoria Pedretti             | Te                            | You                                      | Love Quinn                                  |                                     |                               |
| 2023 (31. díjátadó) |                               | Elizabeth Olsen               | Doctor Strange az őrület multiverzumában | Doctor Strange in the Multiverse of Madness | Wanda Maximoff / Skarlát Boszorkány |                               |
| 2023 (31. díjátadó) | Jamie Campbell Bower          | Stranger Things               | Stranger Things                          | Henry Creel / One / Vecna                   |                                     |                               |
| 2023 (31. díjátadó) | Jenna Davis és Amie Donald    | M3GAN                         | M3GAN                                    | M3GAN                                       |                                     |                               |
| 2023 (31. díjátadó) | Harry Styles                  | Nincs baj, drágám             | Don't Worry Darling                      | Jack                                        |                                     |                               |
| 2023 (31. díjátadó) | N/A                           | Kokainmedve                   | Cocaine Bear                             | Medve                                       |                                     |                               |